# Paepalanthus balansae
Paepalanthus balansae är en gräsväxtart som beskrevs av Wilhelm Willy Otto Eugen Ruhland. Paepalanthus balansae ingår i släktet Paepalanthus och familjen Eriocaulaceae.

## Underarter
Arten delas in i följande underarter:
- P. b. balansae
- P. b. densiflorus